# Księstwo (Mazovie)
Pour les articles homonymes, voir Księstwo.
Księstwo (prononciation : [ˈkɕɛ̃stfɔ]) est un village polonais de la gmina de Przasnysz dans le powiat de Przasnysz de la voïvodie de Mazovie dans le centre-est de la Pologne.

## Histoire
De 1975 à 1998, le village appartenait administrativement à la voïvodie d'Ostrołęka.